# Girolamo Abos
Pour les articles homonymes, voir Abos (homonymie).
Girolamo Abos (ou Abosso, Avos, Avosso, Avossa), né à La Valette le 16 novembre 1715 et mort à Naples en octobre 1760, est un compositeur de musique classique.

## Biographie
Abos est né à La Valette Malte et est le fils de Gian Tommaso Abos, d'origine espagnole. Il est arrivé à Naples vers 1725 et a étudié au Conservatoire de Sant'Onofrio a Porta Capuana. Il a été l'élève de Ignazio Prota et de Francesco Feo, puis de Francesco Durante et de Leonardo Leo.
Il a commencé sa carrière en tant que compositeur en 1742 avec l'opéra Le due Zingare simili (commedia giocosa de A. Palomba, Naples, Teatro Nuovo). En octobre de cette même année, Girolamo a assumé le poste de «professeur adjoint » aux côtés du maestro maintenant vieillissant I. Prota, au conservatoire de S. Onofrio, et à la mort de Prota en 1748, il a continué à travailler, jusqu'à la fin de ses jours, dans ce conservatoire comme maître de chant.
De 1742 à 1743, il a été aussi adjoint de Francesco Feo au Conservatoire dei Poveri di Gesù Cristo. Au printemps de 1743, il a été en mesure de faire jouer la pièce de A. Palomba, Il Geloso (Naples, Teatro dei Fiorentini), qui a été suivie par Le Furberie di Spilletto (Florence, Teatro del Cocomero, carnaval 1744), La serva padrona de A. Federico (Naples, carnaval 1744), La moglie gelosa (Naples, théâtre dei Fiorentini, 1745), Artaserse de Métastase (Venise, Teatro San Giovanni Crisostomo, carnaval 1746), Adriano in Siria, Métastase (Florence, théâtre alla Pergola, carnaval 1746), Pelopida (Rome, Teatro Argentina, 1747), Alessandro nell'Indie, Métastase (Ancone, théâtre La Fenice, en juillet 1747 et Lucques, théâtre public, automne 1750), Arianna e Teseo (Rome, théâtre delle Dame, 1748, et Venise, théâtre S. Giovanni Crisostomo, 1751), Adriano (Rome, Teatro Argentina en 1750).
Le 30 mai 1751, à Naples, où depuis 1749, il est « maître de chapelle et organiste de l'Église métropolitaine », au teatro San Carlo, il met en scène l'opéra Tito Manlio, sur un texte de A. Salvi, également représenté à Londres en 1756 au Teatro italiano. Peu de temps après, il épouse Angela Gautier, beaucoup plus jeune que lui.
Le succès de Tito Manlio conduit l'impresario Tufarelli de proposer au roi que Girolamo mette en musique La Clemenza di Tito, comme un deuxième opéra de la saison. Mais la tâche a été confiée à Gluck, qui est arrivé à Naples en septembre 1752, qui a mis en musique ce qui devait être le premier opéra de la saison, Arsace. Girolamo a mis en musique Lucio Vero, o sia Il Vologeso, qui a été mis en scène 18 décembre 1752. L'opéra a remporté un tel succès, qu'il a été joué au Teatro Ducale à Modène le 26 décembre 1753, le 10 avril 1756 au Teatro italiano à Londres, et en 1759 au théâtre à la Pergola. En 1752, Girolamo a monté l'opéra Erifile au théâtre delle Dame à Rome et en 1753 au Teatro regio de Turin l'opéra Medo, sur un livret de CI Frugoni.
En 1754, il a occupé le poste de "second maître" au Conservatoire de la Pietà dei Turchini; il l'a abandonné le 11 juillet 1759, « car il se trouvait occupé dans d'autres endroits ».
En 1755, il est entré dans la Congregazione dei musici de Naples, et a également dirigé à cette époque les chapelles des monastères de femmes. Pendant son séjour à Londres en 1756, il a occupé le poste de claveciniste au Teatro italiano. Son dernier opéra Creso, a été donné en coopération, au Teatro italiano à Londres le 1er avril 1758.
Retourné cette même année à Naples, il y est mort en octobre 1760.
Il a suivi l'exemple de Durante en tentant d'obtenir une synthèse du concerto homophonique et des styles opératiques avec les traditions de polyphonie vocale sacrée. Selon Fétis, on ne trouverait pas d'originalité dans ses idées. Son œuvre comprend quatre opéras-comiques et quelques œuvres spirituelles dont les Lezione terza del Giovedì Santo pour soprano, 2 violons et basse continue (I-PAc).

## Opéras

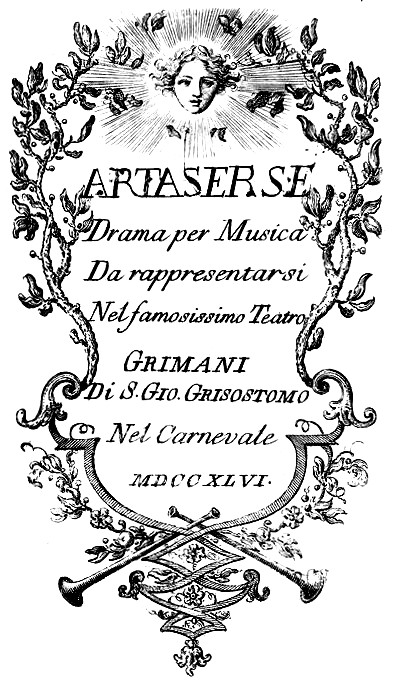
Première page du livret de Artaserse

- Le due zingare simili (opera buffa, livret d'Antonio Palomba, 1742, Naples, Teatro Nuovo)
- Il Geloso (1743, Naples, Teatro dei Fiorentini)
- Le furberie di Spilletto (carnaval 1744, Florence, Teatro del Cocomero)
- La serva padrona (carnaval 1744, Naples)
- La moglie gelosa (1745, Naples, Teatro dei Fiorentini)
- Adriano in Siria (Métastase, carnaval 1746, Florence, Teatro della Pergola)
- Artaserse (Métastase, carnaval 1746, Venise, Teatro San Giovanni Crisostomo)
- Alessandro nelle Indie (juillet 1747, Ancone, théâtre La Fenice)
- Pelopida (1747, Rome, Teatro Argentina)
- Arianna e Teseo (1748, Rome, Teatro delle Dame)
- Andromeda liberata (1750, Vienne)
- Tito Manlio (1751, Naples, Teatro San Carlo)
- Lucio Vero, o sia Il Vologeso (1752, Naples)
- Erifile (1752, Rome, Teatro delle Dame)
- Medo (1753, Turin, Teatro regio)
- Creso (1758, Londres, Teatro italiano)